# Національний еколого-натуралістичний центр учнівської молоді

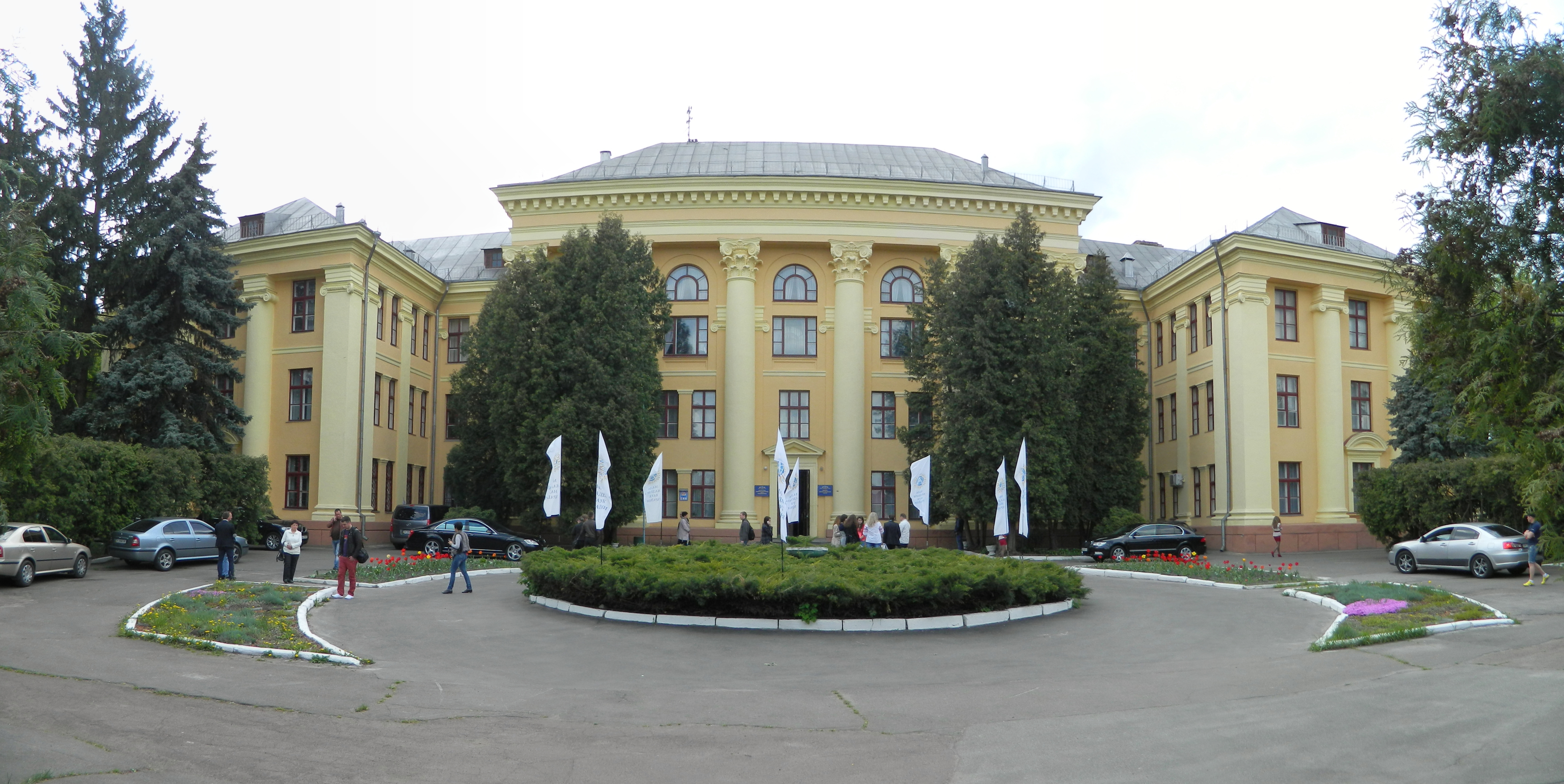
Головний корпус Національного еколого-натуралістичного центру учнівської молоді МОН України

Національний еколого-натуралістичний центр учнівський молоді (НЕНЦ) Міністерства освіти і науки України — позашкільна установа, що проводить навчально-виховну та методичну роботу в області біологічної, валеологічної, екологічної, аграрної освіти учнівський молоді.

## Історія створення
У 1925 в північній частині колишнього приватного маєтку на Вишгородській вулиці, 19, націоналізованого більшовиками, з ініціативи київських бюро дитячого комуністичного руху та губкому комсомолу було засновано Біологічну станцію юних ленінців (згодом — Центральна дослідно-педагогічна агробіостанцію УРСР). У 1930-х роках споруджено одноповерховий корпус у формах українського бароко (зберігся, міститься в глибині ділянки). На станції було створено навчально-дослідне господарство: фруктовий сад, городи, невеликі тваринницькі ферми, пташники, пасіки, «живий куточок» тощо. 
У 50-х роках територію агробіостанції розширено на південний схід за рахунок частини площ парку «Березовий гай», на цій ділянці 1955 споруджено триповерхову будівлю головного корпусу станції у неокласицистичних формах (архітектор Л.Б. Каток).
З 1960-х років заклад мав назву Республіканська станція юних натуралістів імені Героя Радянського Союзу Валі Котика.

## Сучасний стан
НЕНЦ об'єднує всі еколого-натуралістичні центри України. У структурі НЕНЦ — відділи екології й охорони природи, біології, квітково-декоративного господарства, зоології, сільського господарства, народних ремесел, а також лабораторії ентомології, орнітології, гідробіології, кафедра методики позашкільної роботи, Природничий ліцей, кабінет інформатики, акваріумний комплекс, бібліотека, екологічна відеотека, Музей хліба, навчально-дослідна ділянка, Всеукраїнський табір «Юннат».
Щорічно в НЕНЦ працює близько 100 творчих учнівських об'єднань по 45 профілям.
НЕНЦ організовує й проводить всеукраїнські заходи: дитячий екологічний конгрес «Живи, Земле», збори юних ботаніків, зоологів, екологів, лісівників, тваринників, конкурс «Мій рідний край, моя земля», акції «Посади сад», «Прибережні смуги», «Ріки мого дитинства», «Жива вода», «До чистих джерел», «Птах року», «Великий зимовий облік птахів», «Міжнародні дні спостережень птахів».
Щорічно на базі НЕНЦ проводиться близько 25 семінарів для педпрацівників позашкільних, загальноосвітніх і дошкільних установ. Систематично розроблюються інструктивно-методичні матеріали, нормативні документи, навчальні програми й посібники.
Навчально-виховний процес у НЕНЦ спрямований на виконання соціального замовлення для профільних позашкільних установ: формування всебічно розвиненої особистості, надання додаткової освіти в області біології, екології, сільського господарства, формування майбутньої творчої еліти держави, створення умов для професійного самовизначення учнівської молоді.
У відділі екології й охорони природи працюють гуртки «Юні друзі природи», «Юні екологи», «Юні дендрологи», екологічний відеолекторій «Гея», факультет екології народного університету «Рідна природа», школа практичного еколога. Базою для занять є кабінет екології, екологічна відеотека, дендропарк, екологічна стежка.
У відділі біології працюють гуртки «Юні ботаніки», «Юні генетики-селекціонери», «Юні медики», «Юні біохіміки», «Основи біології», Основи валеології". Для занять використовуються лабораторії генетики, ботаніки, валеології, біологічний кабінет.
У відділі квітково-декоративного господарства працюють гуртки «Юні квітникарі», «Юні аранжувальники», «Юні флористи», «Юні аматори зеленої архітектури», «Юні кактусоводи». Матеріальною базою відділу є лабораторії квітництва, аранжування, зимовий сад, теплиці.

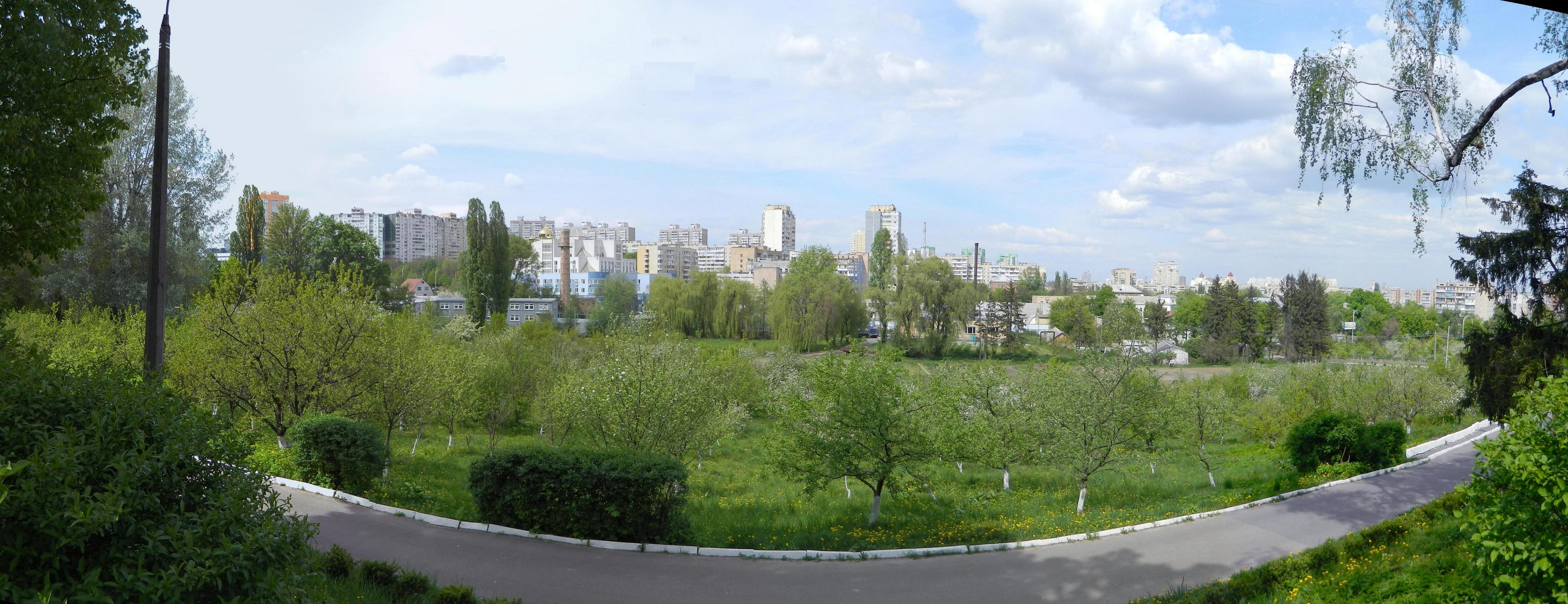
Фруктовий садок

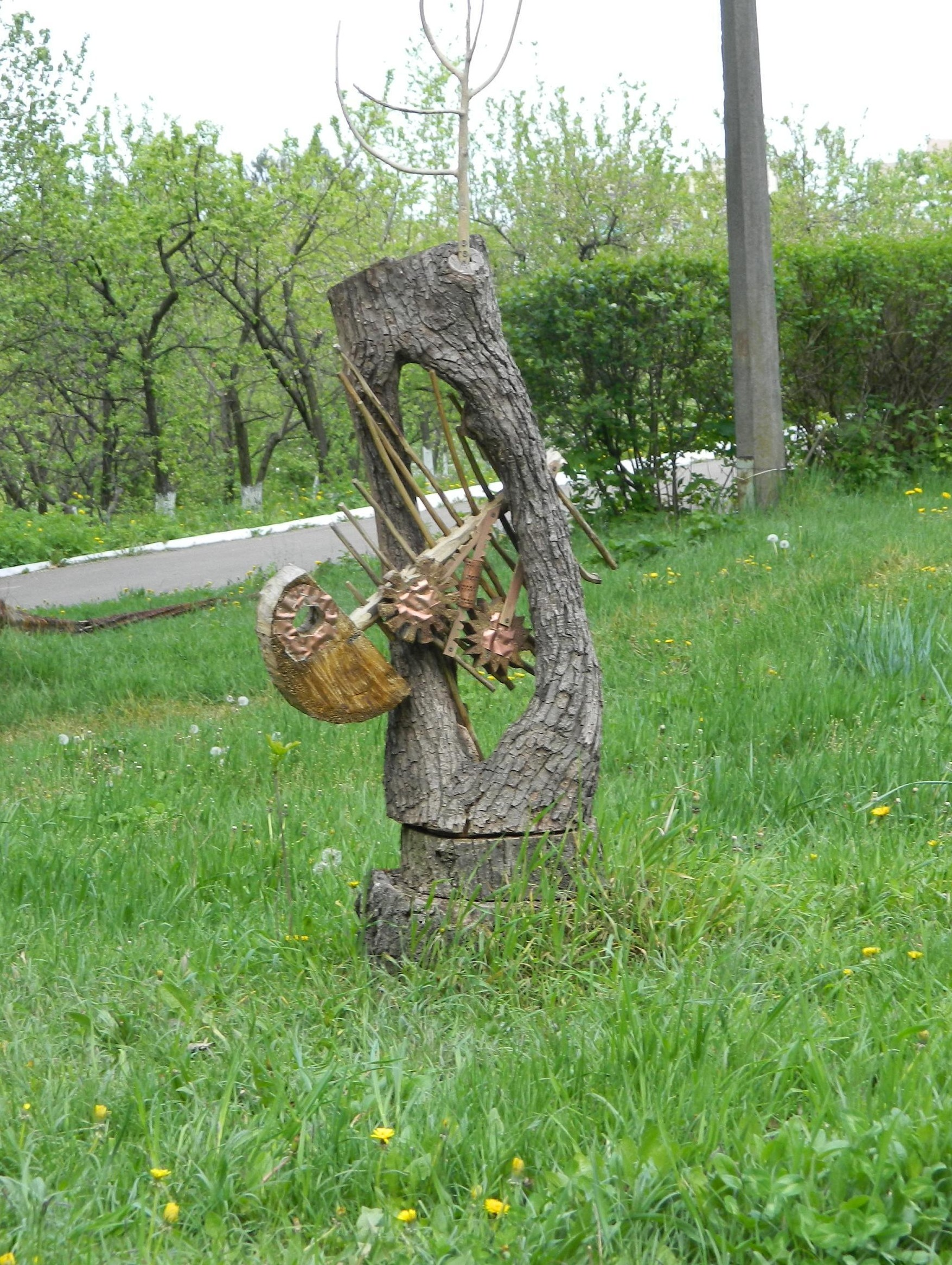

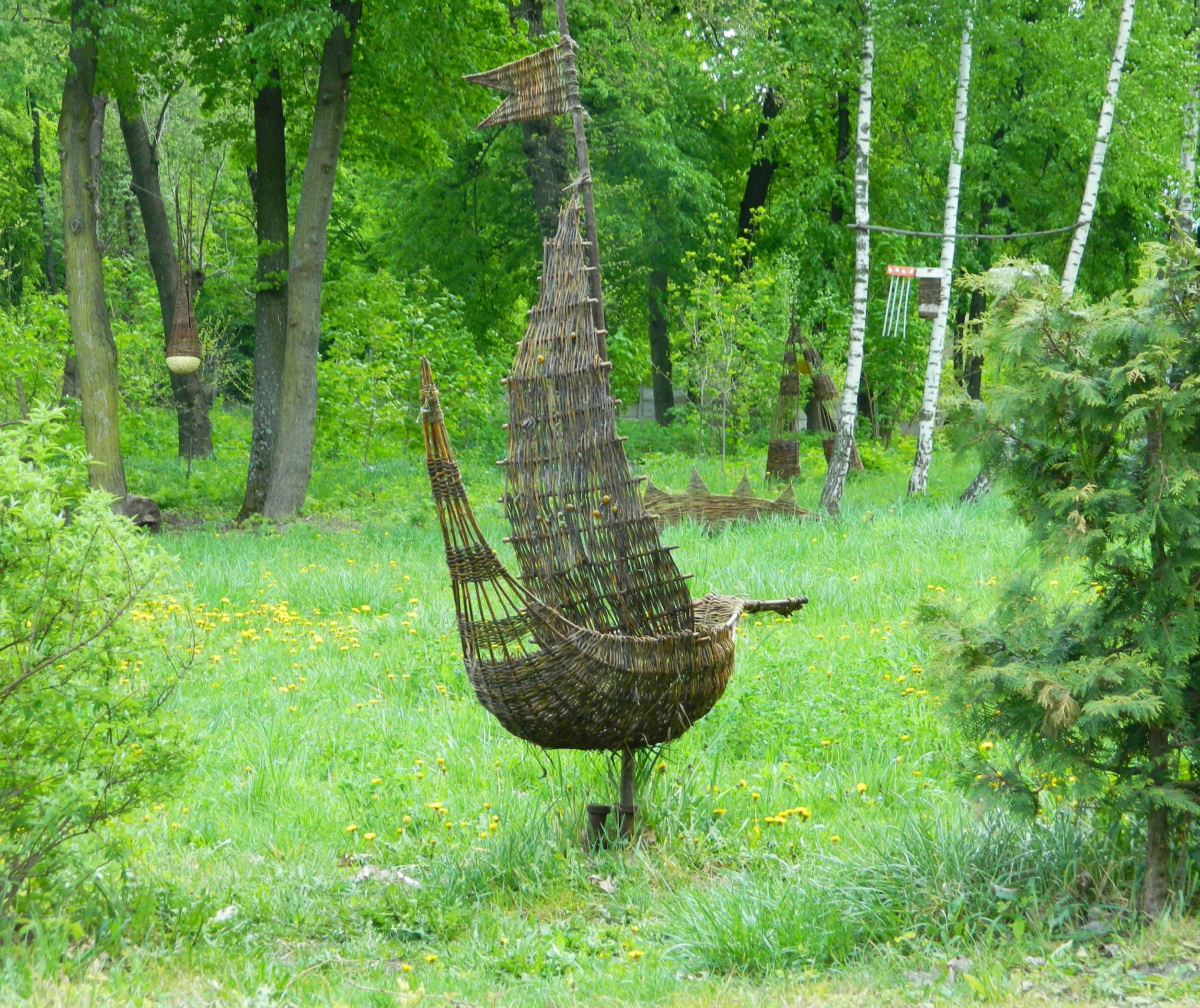
Вироби школи народних ремесел.

У відділі сільського господарства працюють гуртки «Юні садівники», «Юні виноградарі», «Юні городники», «Юні агрохіміки», «Юні ботаніки-рослинники». Базою для занять є лабораторії виноградарства, агрохімії, овочівництва, садівництва, селекційно-ампелографічна ділянка, на якій вирощується 183 сорту винограду й рідкі культури (актинідія, хеномелес, чуфа, батат й ін.).
У відділі зоології працюють гуртки «Юні ентомологи», «Декоративна акваріумістика». Заняття проводяться на базі лабораторій гідробіології, ентомології, орнітології. Створено унікальний акваріумний комплекс, що складається із трьох навчально-експозиційних залів — «Південно-східна Азія», «Південна Америка», «Африка», у яких розміщаються 30 акваріумів, 12 тераріумів й 4 флораріуми.

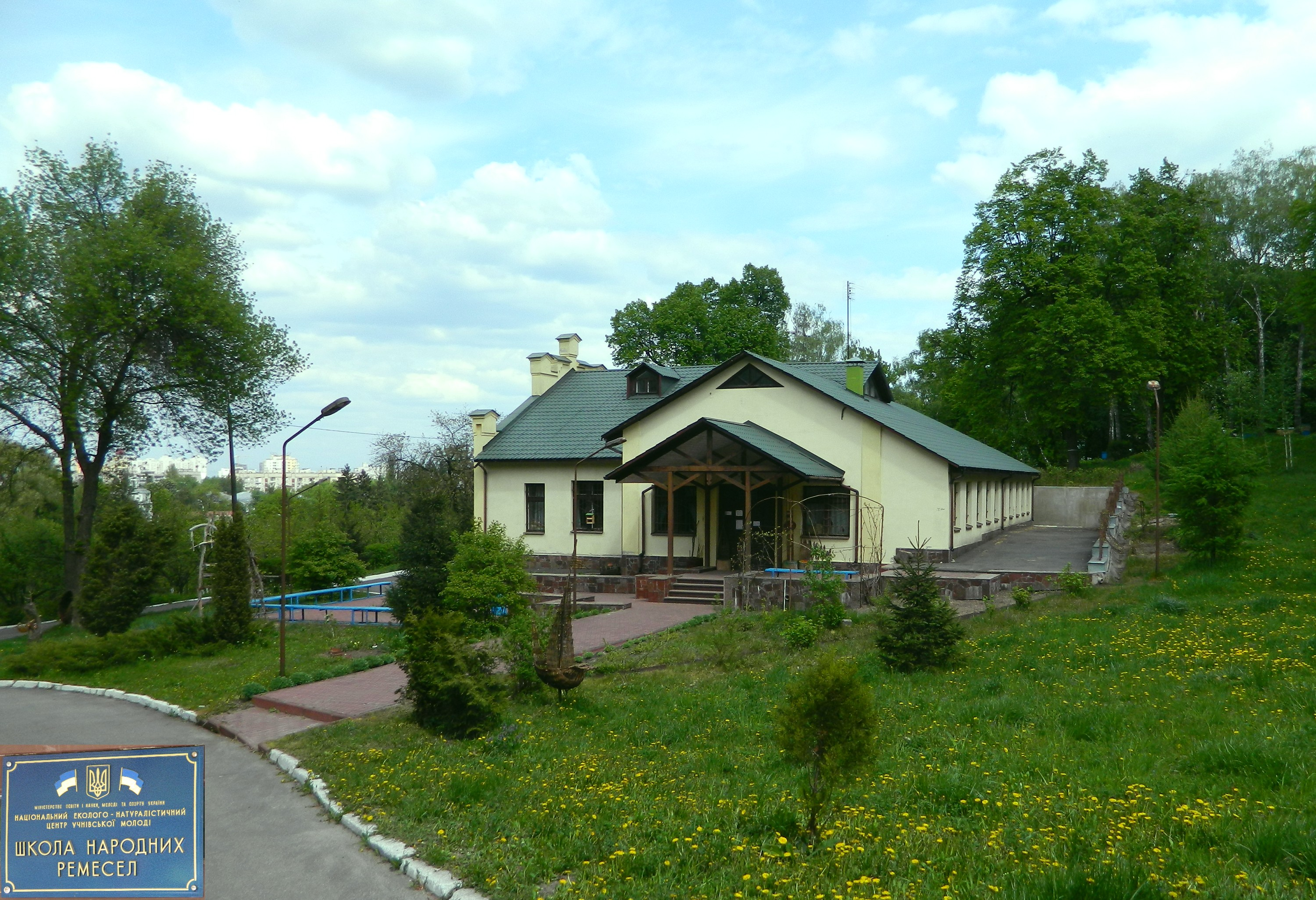
Школа народних ремесел

У відділі народних ремесел працюють гуртки лозоплетіння, різьблення по дереву, народної вишивки, плетіння гачком, керамічної іграшки, гончарства.
У відділі тваринництва працюють гуртки «Основи ветеринарної медицини», «Юні птахівники», «Юні аматори свійських тварин». Заняття проводяться на базі лабораторій тваринництва й ветеринарії, тваринницької ферми.
На базі кабінету інформатики працюють гуртки «Основи інформатики й обчислювальної техніки».
НЕНЦ розробив систему роботи з обдарованими учнями, що проводиться по таких напрямках: наукове товариство учнів «Ерудит», Мала академія наук України, Всеукраїнська заочна біологічна школа, Всеукраїнська школа флористики й фітодизайну, Всеукраїнська заочна школа біоетики, Природничий ліцей.
Щоліта на базі табору проходять три-чотири зміни юннатівської школи передового досвіду.